# 安全标识符
安全标识符（英語：Security Identifier, SID），是Windows操作系统所使用、独一无二的标识符，用于标识用户、用户群、或其他安全主体。
安全标识符一经产生，不会与全世界任何的安全标识符重复，也不随用户更名而变化。但如果删除了用户帐户，然后再创建同名帐户，则产生的安全标识符是不同的。